# Ivano Bucci
Ivano Bucci (1º dicembre 1986) è un velocista sammarinese.

## Biografia
Allenato dal tecnico Mario Romano, è tesserato per La Fratellanza 1874 squadra modenese, tra le più antiche d'Italia essendo stata fondata nel 1874. Ha partecipato ai Mondiali allievi del 2003, tenutisi in Canada, ai Mondiali di Osaka 2007 e alle Olimpiadi di Pechino 2008.
Ha ottenuto una medaglia di bronzo ai Giochi dei piccoli stati d'Europa di Andorra 2005 con la staffetta 4×400 mentre nell'edizione di Monaco 2007 è giunto al quarto posto nei 400 metri. Vanta un terzo posto ai Campionati italiani juniores del 2008.
Il suo record personale è di 48"07 registrato durante i Mondiali di Osaka 2007 mentre a Pechino ha ottenuto un 48"54, suo secondo miglior crono di sempre.

## Palmarès
| Anno | Manifestazione                    | Sede          | Evento      | Risultato | Prestazione | Note |
| ---- | --------------------------------- | ------------- | ----------- | --------- | ----------- | ---- |
| 2005 | Giochi dei piccoli stati d'Europa | Andorra       | 4×400 m     | Bronzo    |             |      |
| 2007 | Mondiali                          | Osaka         | 400 m piani | Batteria  | 48"07       |      |
| 2008 | Giochi olimpici                   | Pechino       | 400 m piani | Batteria  | 48"54       |      |
| 2009 | Giochi dei piccoli stati d'Europa | Cipro         | 400 m piani | Bronzo    | 49"29       |      |
| 2009 | Giochi del Mediterraneo           | Pescara       | 400 m piani | Batteria  | 49"41       |      |
| 2009 | Mondiali                          | Berlino       | 100 m piani | Batteria  | 11"24       |      |
| 2010 | Europei                           | Barcellona    | 400 m piani | Batteria  | 49"03       |      |
| 2011 | Giochi dei piccoli stati d'Europa | Liechtenstein | 4×100 m     | Bronzo    | 42"21       |      |